# Nonnos z Panopole
Nonnos z Panopole v Egyptě (řecky Νόννος, 2. pád: Nonna) byl nejvýznamnější řecký epik císařské doby. Žil ve druhé polovině 5. století n. l.

## Dílo
Nejvýznamnějším dílem je Dionýsiaka (Epos o Dionýsovi), který popisuje ve 48 knihách Dionýsův život od narození až do zbožnění. Podrobně je popsáno Dionýsovo tažení proti Indickému králi Dériadovi, což je obraz tažení Alexandra Velikého.
Dalším dílem je Metabolé tú kata Ióannén hagiú euangeliú (Parafráze svatého evangelia podle Jana).
Ovlivnil řadu současníků i následovníků, jako například: Pamprepios, Músaios, Kollúthos, Jan z Gazy, Paulus Silentarius.

## Spisy
- Dionýsiaka (Epos o Dionýsovi)
- Metabolé tú kata Ióannén hagiú euangeliú (Parafráze svatého evangelia podle Jana)